# Taranis spirulata
Taranis spirulata é uma espécie de gastrópode do gênero Taranis, pertencente a família Raphitomidae.